# Rio Frasin (Şuşiţa)
O Rio Frasin é um rio da Romênia, afluente do Straja, localizado no distrito de Gorj.